# Alonso de Camargo
Pour les articles homonymes, voir Camargo.
Alonso de Camargo, né vers 1500 à Trujillo (Estrémadure) et mort en 1546 au Pérou, est un navigateur espagnol.

## Biographie
Fils de Luis de Camargo et Beatriz Álvarez, Alonso de Camargo est originaire d'une famille de commerçants. En 1536, il rejoint Santa Marta en Colombie et, en 1539, envoyé par un de ses parents, Gutierre de Vargas Carvajal, il explore le détroit de Magellan avec pour but de découvrir des routes commerciales voire d'installer des comptoirs. Il était également apparenté à Francisco de Camargo qui fut l'adelantado du gouvernorat de Nueva León entre 1536 et 1539. Il était un parent de  Parti de Séville avec trois bâtiments, il découvre en 1540 l'archipel de Chiloé et revient en Espagne en 1541 avec un seul navire.
Il meurt au Pérou en 1546 après avoir participé à guerres civiles entre les conquistadors. Après la bataille de Pocona, Francisco de Carvajal pardonne à Camargo, mais ce dernier tente de l'assassiner devant l'église, ce qui lui vaut d'être condamné à mort,.
Jules Verne mentionne son voyage dans le détroit de Magellan dans son roman En Magellanie (chapitre III).